# ميخائيل واتسون
ميخائيل واتسون (بالإنجليزية: Michael Watson)‏ هو لاعب اللاكروس أمريكي، ولد في 24 أكتوبر 1974.